# Winston-Salem Open 2015
Il Winston–Salem Open 2015, in precedenza conosciuto come Pilot Pen Tennis, è stato un torneo di tennis giocato sul cemento. È stata la 35ª edizione del Pilot Pen Tennis, che fa parte della categoria ATP World Tour 250 series nell'ambito dell'ATP World Tour 2015. Il torneo si è giocato al Wake Forest University di Winston-Salem nella Carolina del Nord, dal 23 al 29 agosto 2015. È stato l'ultimo torneo prima degli US Open 2015.

## Partecipanti

### Teste di serie
| Nazionalità | Giocatore              | Ranking* | Testa di serie |
| ----------- | ---------------------- | -------- | -------------- |
| Francia     | Gilles Simon           | 11       | 1              |
| Sudafrica   | Kevin Anderson         | 15       | 2              |
| Francia     | Jo-Wilfried Tsonga     | 19       | 3              |
| Serbia      | Viktor Troicki         | 20       | 4              |
| Spagna      | Guillermo García López | 29       | 5              |
| Brasile     | Thomaz Bellucci        | 33       | 6              |
| Stati Uniti | Sam Querrey            | 34       | 7              |
| Croazia     | Borna Ćorić            | 38       | 8              |
| Francia     | Benoît Paire           | 42       | 9              |
| Portogallo  | João Sousa             | 44       | 10             |
| Rep. Ceca   | Jiří Veselý            | 45       | 11             |
| Spagna      | Pablo Andújar          | 46       | 12             |
| Stati Uniti | Steve Johnson          | 48       | 13             |
| Cipro       | Marcos Baghdatis       | 50       | 14             |
| Russia      | Tejmuraz Gabašvili     | 51       | 15             |
| Polonia     | Jerzy Janowicz         | 52       | 16             |

* Ranking al 17 agosto 2015.

### Altri partecipanti
Giocatori che hanno ricevuto una Wild card:
- Kevin Anderson
- Jared Donaldson
- Tommy Haas
- Gilles Simon

Giocatori passati dalle qualificazioni:

- Marco Cecchinato
- Pierre-Hugues Herbert
- Martin Kližan
- Frances Tiafoe

## Campioni

### Singolare
Kevin Anderson ha sconfitto in finale  Pierre-Hugues Herbert per 6–4, 7–5.
- È il terzo titolo in carriera per Anderson.

### Doppio
Dominic Inglot /  Robert Lindstedt hanno sconfitto in finale  Eric Butorac /  Scott Lipsky per 6–2, 6–4.